# 71 Cancri
71 Cancri är en vit stjärna i stjärnbilden Kräftan.
71 Cancri har visuell magnitud +8,1 och kräver fältkikare för att kunna observeras. Den befinner sig på ett avstånd av ungefär 670 ljusår.